# Sharmila Tagore
Sharmila Tagore (শর্মিলা ঠাকুর; ur. 8 grudnia 1944 w Kanpur) – indyjska aktorka z Bengalu. Od kwietnia 2005 przewodnicząca indyjskiej cenzury filmowej (Indian Film Censor Board), a od grudnia 2005 - ambasadorka dobrej woli UNICEFu.

## Życie osobiste
Urodzona 8 grudnia 1946 roku w Kanpur (Uttar Pradesh). Jest prawnuczką poety noblisty Rabindranatha Tagore.
Przeszedłszy z hinduizmu na islam, poślubiła Mansoor Ali Khana - nababa Pataudi, wówczas sławnego kapitana narodowej drużyny krykieta. Mają troje dzieci: Saif Ali Khana (ur. 1970), Saba Ali Khana i Soha Ali Khan (ur. 1978), które poszły w ślady matki, zostając aktorami.
Zasiadała w jury konkursu głównego na 62. MFF Cannes (2009).

## Nagrody
- 1969 za Aradhana – Nagroda Filmfare dla Najlepszej Aktorki
- 1976 za Mausam  – Nagroda National Film Award dla Najlepszej Aktorki
- 1997 – Nagroda Filmfare za Całokształt Twórczości
- 2003 – Nagroda Star Screen za Całokształt Twórczości
- 2004 za Abar Aranye – Nagroda National Film Award dla Najlepszej Aktorki Drugoplanowej

## Wybrana filmografia
| Rok  | Film                                              | Rola                           | Reżyser                   | Nagrody                                                          |  |
| ---- | ------------------------------------------------- | ------------------------------ | ------------------------- | ---------------------------------------------------------------- |  |
| 1959 | Świat Apu (Apur Sansar)                           | Aparna                         | (reż. Satyajit Ray)       |                                                                  |  |
| 1960 | Devi / The Goddess                                | Doyamoyee                      | (reż. Satyajit Ray)       |                                                                  |  |
| 1964 | Kashmir Ki Kali                                   |                                |                           |                                                                  |  |
| 1965 | Waqt                                              | Renu Khanna                    |                           |                                                                  |  |
| 1966 | Devar                                             |                                |                           |                                                                  |  |
| 1966 | Anupama                                           | Uma Sharma                     |                           |                                                                  |  |
| 1966 | Idol (Nayak)                                      | Aditi                          | (reż. Satyajit Ray)       |                                                                  |  |
| 1967 | An Evening in Paris                               | Deepa Malik/Roopa Malik (Suzy) |                           |                                                                  |  |
| 1968 | Mere Hamdam Mere Dost                             | Anita                          |                           |                                                                  |  |
| 1969 | Yakeen                                            | Rita                           |                           |                                                                  |  |
| 1969 | Satyakam                                          | Ranjana                        |                           |                                                                  |  |
| 1969 | Aradhana                                          |                                |                           | Nagroda Filmfare dla Najlepszej Aktorki                          |  |
| 1970 | Aranyer Din Ratri (Days and Nights in the Forest) | Aparna                         | (reż. Satyajit Ray)       |                                                                  |  |
| 1971 | Seemabaddha                                       | Tutul                          | (reż.. Satyajit Ray)      |                                                                  |  |
| 1971 | Amar Prem                                         | Pushpa                         |                           |                                                                  |  |
| 1972 | Daag                                              |                                |                           |                                                                  |  |
| 1973 | Aa Gale Lag Jaa                                   | Shashi Kapoor                  |                           |                                                                  |  |
| 1975 | Mausam                                            | Chanda/Kajli                   | (reż. Gulzar)             |                                                                  |  |
| 1975 | Chupke Chupke                                     | Sulekha Chaturvedi             |                           |                                                                  |  |
| 1975 | Faraar                                            |                                |                           |                                                                  |  |
| 1976 | Mausam                                            |                                |                           | Nagroda National Film Award dla Najlepszej Aktorki               |  |
| 1977 | Amanush                                           | Rekha                          |                           |                                                                  |  |
| 1982 | Namkeen                                           | Nimki                          | (reż. Gulzar)             |                                                                  |  |
| 1982 | Desh Premee                                       | Bharti                         |                           |                                                                  |  |
| 1984 | Sunny                                             | matka Sunny                    |                           |                                                                  |  |
| 1991 | Mississippi Masala                                | Kinnu                          | (reż. Mira Nair)          |                                                                  |  |
| 1993 | Aashiq Awara                                      | pani Singh                     |                           |                                                                  |  |
| 1999 | Mann (film)                                       | babcia Deva                    |                           |                                                                  |  |
| 2000 | Dhadkan                                           | matka Deva                     |                           |                                                                  |  |
| 2004 | Abar Aranye                                       |                                |                           | Nagroda National Film Award dla Najlepszej Aktorki Drugoplanowej |  |
| 2005 | Viruddh... Family Comes First                     | Sumitra Patwardhan             |                           |                                                                  |  |
| 2006 | Eklavya: The Royal Guard                          | Suhasinidevi                   | (reż. Vidhu Vinod Chopra) |                                                                  |  |
| 2007 | Fool and Final                                    |                                |                           |                                                                  |  |